# Berthold Gamerith

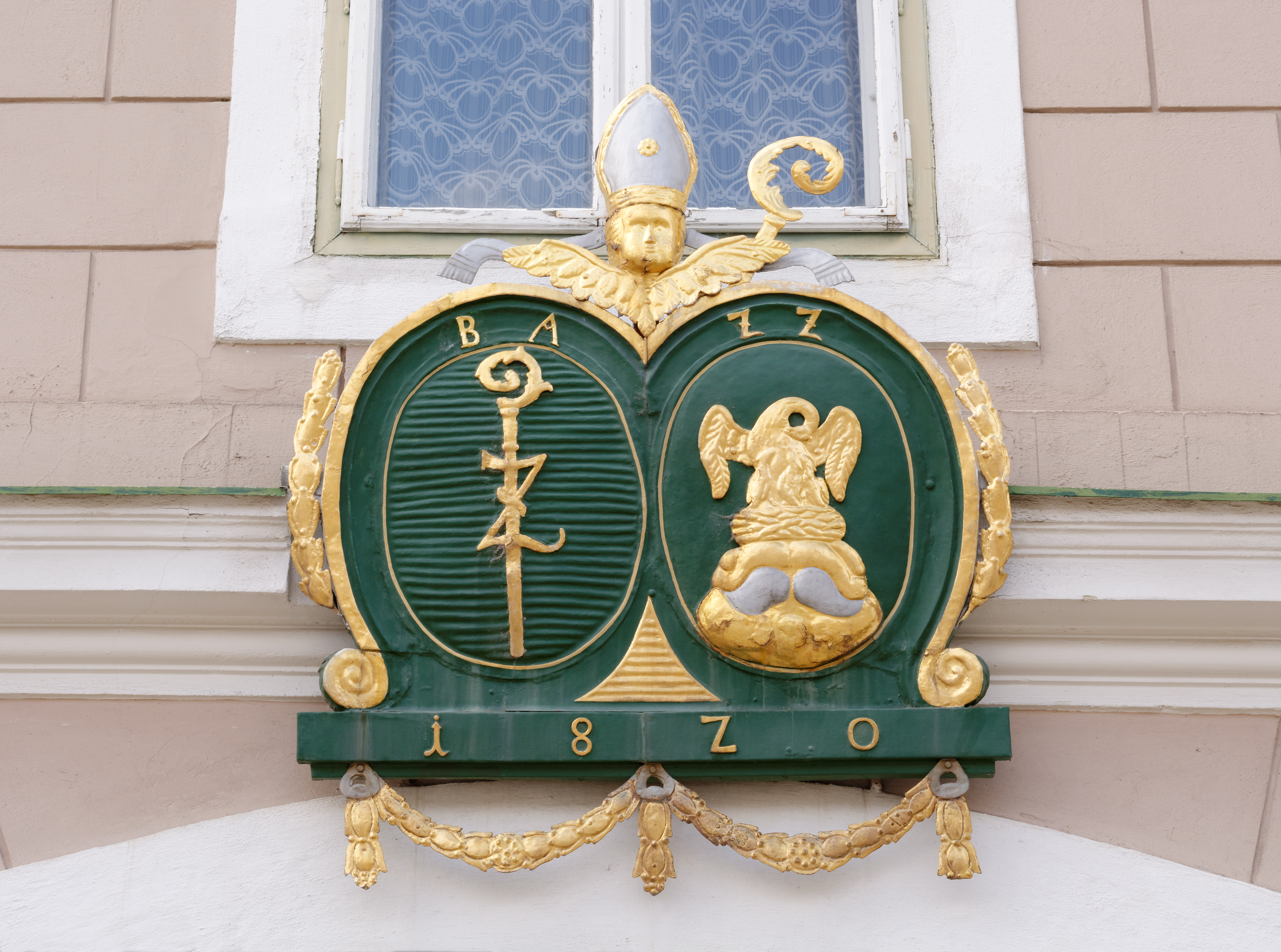
Wappen von Abt Berthold Gamerith am Pfarrhof Zistersdorf

Berthold Gamerith (* 12. Dezember 1758 in Altenburg; † 28. August 1834 in Zistersdorf) war ein österreichischer Zisterzienser und Abt des Stiftes Zwettl.

## Leben
Berthold Gamerith war Pfarrverweser von St. Wolfgang bei Weitra, ehe er am 5. Oktober 1808 zum Abt gewählt und am 13. Oktober in St. Pölten benediziert wurde. Während der napoleonischen Kriege wurde das Stift mehrmals von Einquartierungen von Freund und Feind heimgesucht, außerdem konnten die Ernten der Weingüter Nussdorf, Gobelsburg und Zwettl nicht eingebracht werden. Dazu kamen die Ablieferung des Kirchensilbers 1810, die allgemeine Geldentwertung 1811 und die Enteignung des Stifthofs in Wien 1812. Trotz der hohen Lasten zweigte Abt Berthold erhebliche Summen für seine eigene Lebensführung ab. Da die Ausgaben die Einkünfte des Klosters weit überstiegen, wurden ihm schließlich Administratoren zur Seite gestellt. Im Juli 1828 wurde er wegen schlechter Wirtschaftsführung abgesetzt. Er lebte bis 1833 im Stift Lilienfeld, dann in Zistersdorf, wo er 1834 starb.